# Giorgio Sanches
Giorgio Sanches (Amsterdam, 24 december 1998) is een Nederlands acteur en zanger.  Hij speelt mee in diverse films en series, waaronder Mees Kees, Celblok H en SpangaS. Daarnaast is hij ook als zanger actief.

## Biografie en carrière

### Acteur
Sanches maakt zijn acteerdebuut in 2010. Dat jaar komt hij via zijn toenmalige basisschoolleraar in contact met een castingbureau dat hem een auditie laat doen. Zo krijgt hij de rol van Mouss in de korte tv-film 6 Tips Om De Beste Voetballer Van De Wereld Te Worden. In 2012 speelt hij een bijrol in de komische kinderfilm Tony 10, nog datzelfde jaar gevolgd door de rol van Winston in Mees Kees. In 2013 speelt Sanches de rol van Elroy Biggy in de korte komische dramafilm Bounty.
Na enige jaren zonder rollen gezeten te hebben, krijgt hij in 2017 een rol in Celblok H, direct daarna gevolgd door de gastrol van Clyde Rosalia in een aflevering van Flikken Rotterdam. Nog datzelfde jaar speelt hij ook nog mee in de korte dramafilm Sex ding. In 2018 speelt hij de rol van Jim in de korte film Drift.
Het is ook het jaar waarin Sanches landelijk doorbreekt als acteur. Dat jaar krijgt hij de vaste rol van Mo Duurfort in de populaire jeugdserie SpangaS.

### Zanger
De zangcarrière van Sanches begint in 2012, als hij meedoet aan The Voice Kids. Het jaar daarna doet hij mee aan het Junior Songfestival. In 2014 zingt hij op de plaat 1 Ding met Tur-G. Later werkt hij mee aan enkele singles van Team Rush Hour. Eerst werkt hij in 2017 mee aan het nummer Way Up, in 2019 gevolgd door Betasten, waar ook F1rstman en Gio aan meewerken.

## Oeuvre

### Discografie
| Single met eventuele hitnotering(en) in de Nederlandse Top 40 | Datum van verschijnen | Datum van binnenkomst | Hoogste positie | Aantal weken | Opmerkingen                         |
| ------------------------------------------------------------- | --------------------- | --------------------- | --------------- | ------------ | ----------------------------------- |
| 1 Ding                                                        | 2014                  |                       |                 |              | met Tur-G                           |
| Way Up                                                        | 2017                  |                       |                 |              | met Team Rush Hour                  |
| Betasten                                                      | 2019                  |                       |                 |              | met Team Rush Hour, F1rstman en Gio |